# Ceriporia tarda
Ceriporia tarda är en svampart som först beskrevs av Miles Joseph Berkeley, och fick sitt nu gällande namn av Ginns 1984. Ceriporia tarda ingår i släktet Ceriporia och familjen Phanerochaetaceae.   Inga underarter finns listade i Catalogue of Life.